# Eugeniusz Kenig

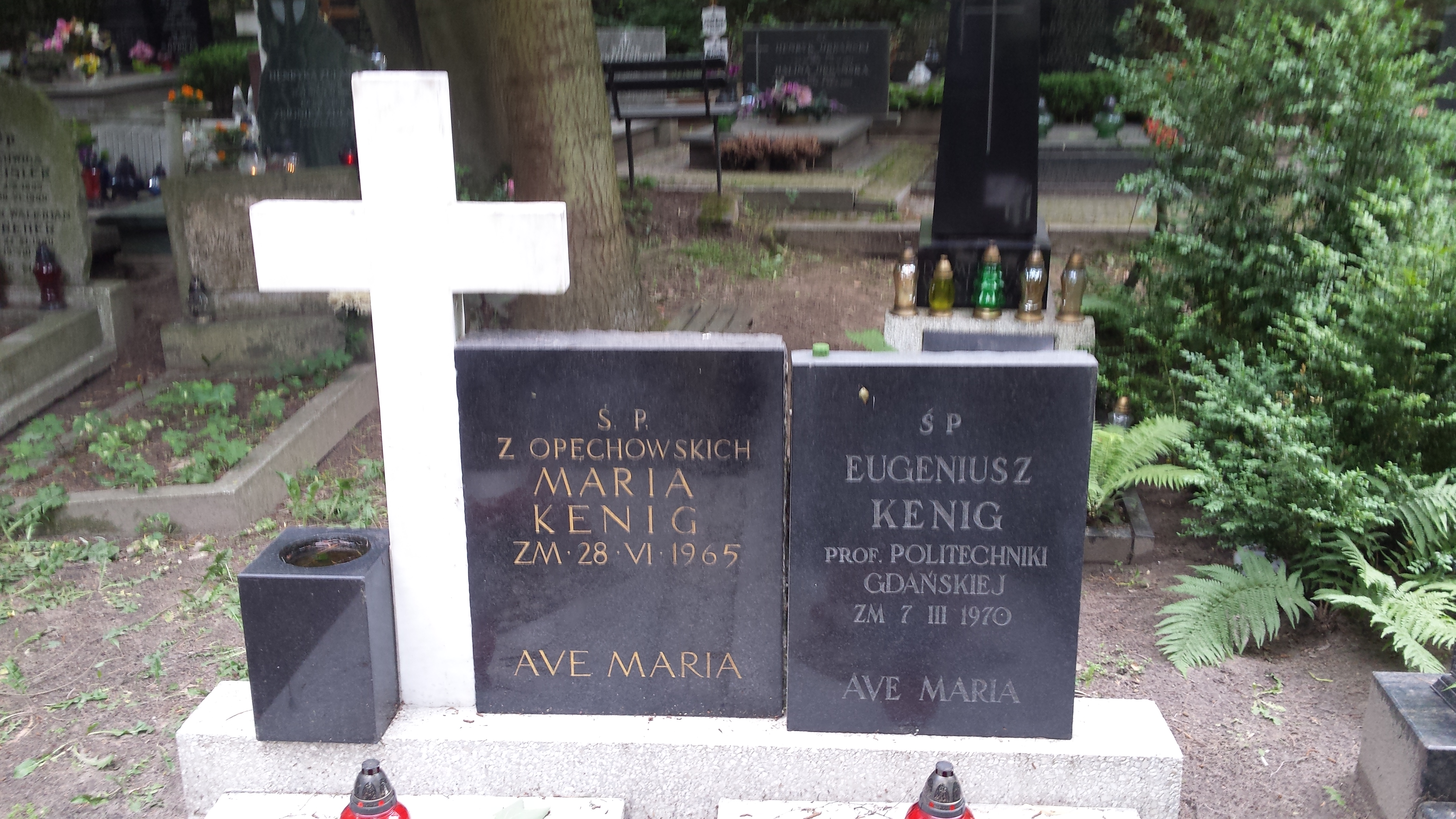
Grób profesora Eugeniusza Keniga na cmentarzu Srebrzysko w Gdańsku

Eugeniusz Kenig (ur. 1 września 1897 w Łodzi, zm. 9 marca 1970 w Gdańsku) – polski elektryk, nauczyciel akademicki, dziekan.

## Życiorys
Eugeniusz Kenig ukończył II Polskie Gimnazjum Filologiczne w Łodzi w 1917 i studia na Wydziale Elektrycznym Politechniki Warszawskiej w 1925. W okresie 1949–1953 był kierownikiem Katedry Podstaw Elektrotechniki Politechniki Gdańskiej. W latach 1950/1951 pełnił funkcję prodziekana Wydziału Elektrycznego Politechniki Gdańskiej, a w latach 1951-1958 był dziekanem tego wydziału. Był wykładowcą na Wydziale Elektrycznym Politechniki Gdańskiej oraz na Wydziale Mechanicznym Wieczorowej Szkoły Inżynierskiej NOT w Gdańsku. W 1938 i 1955 otrzymał Złoty Krzyż Zasługi. W 1955 otrzymał Medal 10-lecia Polski Ludowej.
Pochowany na cmentarzu Srebrzysko w Gdańsku (rejon IX, kwatera profesorów, rząd 3).